# Санта-Марія-і-Сан-Мігел
Санта-Марія-і-Сан-Мігел (порт. Santa Maria e São Miguel; МФА: [ˈsɐ̃.tɐ mɐ.ˈɾi.ɐ i ˈsɐ̃w mi.ˈgɛɫ]) — парафія в Португалії, у муніципалітеті Сінтра. Розташована в західній частині країни, на теренах історичної португальської провінції Ештремадура. Входить до складу округу Лісабон. За адміністративним поділом, чинним до 1976 року, терени парафії були складовою провінції Ештремадура. Належить до Лісабонського патріархату Католицької церкви. Патрон — Діва Марія. Площа — 12,2344 км². Населення — 9364 ос. (2011). Сильно урбанізований регіон. Густота населення — 765,38 осіб/км²
. Код — 111109.

## Назва
- Сінтра (Санта-Марія-і-Сан-Мігел) (порт. Sintra (Santa Maria e São Miguel)) — офіційна назва.

## Населення
| Кількість мешканців | Кількість мешканців | Кількість мешканців | Кількість мешканців | Кількість мешканців | Кількість мешканців | Кількість мешканців | Кількість мешканців | Кількість мешканців | Кількість мешканців | Кількість мешканців | Кількість мешканців | Кількість мешканців | Кількість мешканців | Кількість мешканців |
| ------------------- | ------------------- | ------------------- | ------------------- | ------------------- | ------------------- | ------------------- | ------------------- | ------------------- | ------------------- | ------------------- | ------------------- | ------------------- | ------------------- | ------------------- |
| 1864                | 1878                | 1890                | 1900                | 1911                | 1920                | 1930                | 1940                | 1950                | 1960                | 1970                | 1981                | 1991                | 2001                | 2011                |
| 810                 | 853                 | 1 070               | 1 382               |                     |                     | 3 576               | 4 643               | 5 486               | 6 351               | 7 027               | 8 977               | 8 405               | 9 274               | 9 364               |